# الخط الزمني لما بعد أكتوبر في أعقاب هجمات 11 سبتمبر
تحتوي القائمة التالية على أبرز الأحداث التي لها علاقة مُباشرة بهجمات الحادي عشر أيلول/سبتمبر ما بعد شهر تشرين الأول/أكتوبر من عام 2001.

## 2001

### نوفمبر

#### الخميس 1 نوفمبر 2001
- بعد الظهر: يلتقي نائبُ عمدة مدينة نيويورك أنتوني كولز يلتقي مع اثنينِ من قادة اتحاد رجال الإطفاء وهُما بيتر جورمان رئيس رابطة ضباط الإطفاء وكيفين إي غالاغر رئيسُ رابطة إطفاء الحرائق بالزيّ الرسمي. يُناقش الثلاثة عددًا من القرارت التي اتُخذت مباشرةً بعد الهجوم خاصّة عدم رضى الإطفائيين على كلّ ما حصل.
- في الليل: تطلبُ بعض النقابات العماليّة رجال الإطفاء في نيويورك لعقدِ تظاهرة في صباح يوم الجمعة.
- في منتصف الليل تقريبًا: يتصلُ رودي جولياني من استاد يانكي في نهائيات كأس العالم بمفوّضِ الإطفاء توماس فون إيسن حول للاستفسار حول موضوع الاحتجاج.

#### الجمعة 2 نوفمبر 2001
- تتحوّل احتجاجاتٌ استمرّت لمدة ساعتين وشاركَ فيها عدة مئات إلى آلاف من رجال الإطفاء ابتداءً من الشارع الغربي وحتى شارع تشامبرز إلى أعمال عنف وذلك في إطارِ التعبير عن رفضِ قرار جولياني الصادر في 31 تشرين الأول/أكتوبر والذي يقضي بتقليصِ عددِ رجال الإطفاء المسموح بهم في موقع مركز التجارة العالمي من 64 إلى 25.
- إلقاءُ القبض على 12 من رجال الإطفاء (بما في ذلك أربعة من كبار رجال الإطفاء ومارشال إطفاء) واقتِيدوا إلى المخفر الثامن والعشرين في وسط هارلم؛ بينما أُصيب 5 من ضباط الشرطة اثنان منهم بكدمات على مستوى الوجه وثلاثة بجروحٍ في العنق والكتف والظهر.

#### الإثنين 12 نوفمبر 2001
- عندَ الـ 9:16 صباحا (منطقة زمنية شرقية) تتحطَّمُ طائرة الخطوط الجوية الأمريكية الرحلة 587 في بيلي هاربور كوينز بولاية نيويورك. تُوفيّ خلال الحادث 265 شخصًا بما في ذلك 260 كانوا على متن الطائرة وخمسة آخرين في مكان وقوعها. تُقلع طائرة إيرباص إيه 300 بعد لحظاتٍ من إقلاع طائرة تابعة للخطوط الجوية اليابانية من طراز بوينغ 747 من نفسِ المدرج في مطار جون إف كينيدي الدولي مما يتسبّبُ في اضطراباتٍ جوية هائلة.

يُعتقد في البداية أنَّ سبب تحطّم الطائرة الأمريكيّة هو «هجومٌ إرهابي» ويُنسب الأمر مباشرةً لتنظيم القاعدة لكن التحقيقات الأوليّة تُثبت أن سبب التحطم كان خطأ من الطيّار؛ وكإجراءٍ وقائي يتمُّ إخلاءُ مبنى إمباير ستيت ومقر الأمم المتحدة. بعد عدّة شهور؛ يخرجُ مسؤولٌ في تنظيم القاعدة وينسبُ «العمليّة» لشخصٍ في صفوف التنظيم لكن كل التحقيقات في الحادث لم تؤكّد هذا.

#### الإثنين 19 نوفمبر 2001
- تشكيل إدارة أمن النقل.

### ديسمبر

#### الأحد 16 ديسمبر 2001
- يتمُّ قطع آخر بقايا واجهة البرج الشمالي.

## 2002

### فبراير

#### الأحد 3 فبراير 2002
- يُقام حدث سوبر باول (بالإنجليزية: Super Bowl XXXVI)‏ في نيو أورليانز ليُصبح أول حدثٍ رياضي تحدّده وزارة الأمن الداخلي كحدثٍ للأمنِ القومي الخاص وذلك بُغية تكريمِ ضحايا الحادي عشر من سبتمبر.[1]

#### الجمعة 8 فبراير 2002
- في حفلِ افتتاح دورة الألعاب الأولمبية الشتوية لعام 2002 في سولت لايك سيتي؛ يُحمَلُ العلم الأمريكي المُمَزّق من موقع مركز التجارة العالمي إلى الملعب من قِبل عددٍ من الرياضيين الأمريكيون وأعضاء شرطة هيئة الموانئ وأفراد شرطة مدينة نيويورك فضلًا عن إدارات مكافحة الحرائق.[2]

### مارس

#### الإثنين 11 مارس 2002
- بعد ستة أشهرٍ من الهجوم؛ تُقام مراسم تذكارية عديدة في مناطق متفرّقة من الولايات المتحدة الأمريكيّة.
- تتلقى شركةُ هوفمان للطيران (بالإنجليزية: Huffman Aviation)‏ خطابًا من مصلحة الهجرة والجنسية يُفيد بأن محمد عطا و‌مروان الشحي قد تمت الموافقة عليهما للحصولِ على تأشيرات الطلاب للدراسة عندها.

#### الثلاثاء 12 مارس 2002
- يُعثر على رُفات ما لا يقل عن 11 من رجال الإطفاء والعديد من المدنيين وذلك عندما يصلُ عمال الإنقاذ إلى موقعٍ ما كان في البهو الجنوبي.

### مايو

#### الثلاثاء 28 مايو 2002
- يتمُّ قطع آخر شعاعٍ من الصلب يقفُ في موقع مركز التجارة العالمي.

### يونيو

#### الثلاثاء 4 يونيو 2002
- كنوعٍ من الشكر للدعمِ الذي قدمته بريطانيا في الأيام التي تلت الهجمات مباشرة؛ تُشعل مدينة نيويورك مبنى إمباير ستيت باللونينِ الأرجواني والذهبي بمناسبة احتفالات اليوبيل الذهبي للملكة إليزابيث الثانية.[3]

### أغسطس

#### الإثنين 19 أغسطس 2002
- يُصدر مكتب الطبيب الشرعي لمدينةِ نيويورك قائمةً محدثةً من ضحايا مركز التجارة العالمي والتي تضمُّ 2819 شخصًا بين قتيلٍ ومفقودٍ.

#### الثلاثاء 20 أغسطس 2002
- تٌحدّد الشرطة أن ألبرت جون فوجان (45 سنة) وجورج سيمز (46 سنة) المفقودان والمُفترضِ أنهما ميتان لا زالا على قيدِ الحياة؛ حيث وُجد فوغان مريضًا في مركز روكلاند للطب النفسي في أورانغيبورغ بينما عُثر على سيمز الذي كان يُعاني من فقدان الذاكرة و‌الفصام في مستشفى مانهاتن.

#### الثلاثاء 27 أغسطس 2002
- يؤكّد تقريرُ نيوارك ستار ليدجر أن جورج سيمز على قيدِ الحياة فعلًا؛ وانطلاقًا من هذهِ النقطة يُعثر على 7 أشخاص آخرين على الأقل كانوا مفقودين لكنهم عُدّوا في عداد الموتى لتُصبح القائمة التي أصدرها مكتبُ الطب الشرعي محصورةً في حدودِ 2812 بين قتيل ومفقود بعدما كانت 2819 قبل أزيد من أسبوع تقريبًا.

### سبتمبر

#### السبت 7 سبتمبر 2002
- يُصدر مكتب الطب الشرعي لمدينة نيويورك قائمة جديدة من الوفيات في مركز التجارة العالمي. تحتوي القائمة الجديدة على 22 اسمًا أقل من القائمة السابقة؛ ويبلغ عدد الوفيات فيها 2801 بما في ذلك القتلى على متن الطائرات مع استثناء الخاطفين العشرة.

#### الثلاثاء 10 سبتمبر 2002
- تدخلُ الولايات المتحدة في حالة تأهب أمني شديدٍ مع اقتراب الذكرى السنوية الأولى للهجوم؛ كما تُشدد دولٌ أخرى مثل المملكة المتحدة الأمن في مختلفِ المرافق الحيويّة والحسَّاسة.
- تُصدر قناة الجزيرة شرائط فيديو لأربعة من مُختطِفي طائرات الحادي عشر من سبتمبر وهم أحمد النعمي، حمزة الغامدي، أحمد الغامدي و‌وائل الشهري حيثُ يظهر الأربعة وهم يتحدثون إلى الكاميرا.

#### الأربعاء 11 سبتمبر 2002
- يتمُّ إحياء الذكرى الأولى للهجمات في جميعِ أنحاء الولايات المتحدة الأمريكية.
- يتأخر الاحتفال الذي أُقيم في مدينة نيويورك – والذي بُثَّ في جميع أنحاء العالم – عن موعده بساعة وفيهِ يتمُّ قراءة أسماء جميع الأشخاص الذين لقوا حتفهم خلال الهجوم فضلًا عن تكريمِ الناجين. تُقام لحظاتُ صمتٍ في الساعة 8:46 صباحًا و9: 3 صباحًا وهي اللحظات التي اصطدمت فيها الطائرتان بالبرجين؛ كما تُقرع أجراس الكنيسة في الساعة 9:59 صباحًا والساعة 10:29 صباحًا وهي اللحظات التي انهار فيها البرج الشمالي ومن ثمّ الجنوبي.
- تتجمَّعُ شخصياتٌ أجنبيةٌ في باتري بارك لإضاءة «الشعلة الأبدية» عند غروب الشمس؛ ثمَّ يُخاطب الرئيس جورج دبليو بوش الأمة من جزيرة إيليس بعد ساعةٍ ونصف من إضاءة الشعلة الأبدية.
- تُعلن السلطات الباكستانية عن تمكّنها من أسرِ خمسة «إرهابيين» في مبنى تابع لسلطة الدفاع في كراتشي من بينهم رمزي بن الشيبة (المعروف أيضًا باسمِ رمزي عمر) المطلوبِ من قِبل السلطات الأمريكية لاحتماليّة تورطه في هجمات 11 سبتمبر.

#### الخميس 26 سبتمبر 2002
- تختار شركة مانهاتن للتنمية ستة فرق تصميمٍ جديدةٍ من جميع أنحاء العالم لتصميم موقعِ مركز التجارة العالمي.

#### الجمعة 27 سبتمبر 2002
- تُعيد مدينة نيويورك تسمية 81 شارعًا باسمِ بعض الضحايا ونفس الأمر تفعلهُ جزيرة ستاتين مع حوالي 79 شارعًا فضلًا عن تغييرِ اسم شارعين في مانهاتن
- تُعلن إدارة الحفاظ على البيئة في نيويورك أن معدات البناء في موقع مركز التجارة العالمي سوف تَستخدم وقود الديزل منخفض الكبريت.

## 2003

### فبراير

#### الأربعاء 26 فبراير 2003
- يُعلن عن فوزِ المُصمّم دانيال ليبسكند كأفضلِ تصميمٍ جديدٍ لموقع مركز التجارة العالمي؛ ويتضمَّنُ التصميم مبنى للمكاتب وعددًا من الأمور الأخرى لتكريمِ ضحايا هجوم سبتمبر بما في ذلك إطفاء أنوار المبنى بشكلٍ تلقائي بين الساعة 8:46 صباحًا والساعة 10:28 صباحًا بتوقيت شرق الولايات المتحدة كل 11 سبتمبر.[4]

## 2004

### يوليو

#### الخميس 22 يوليو 2004

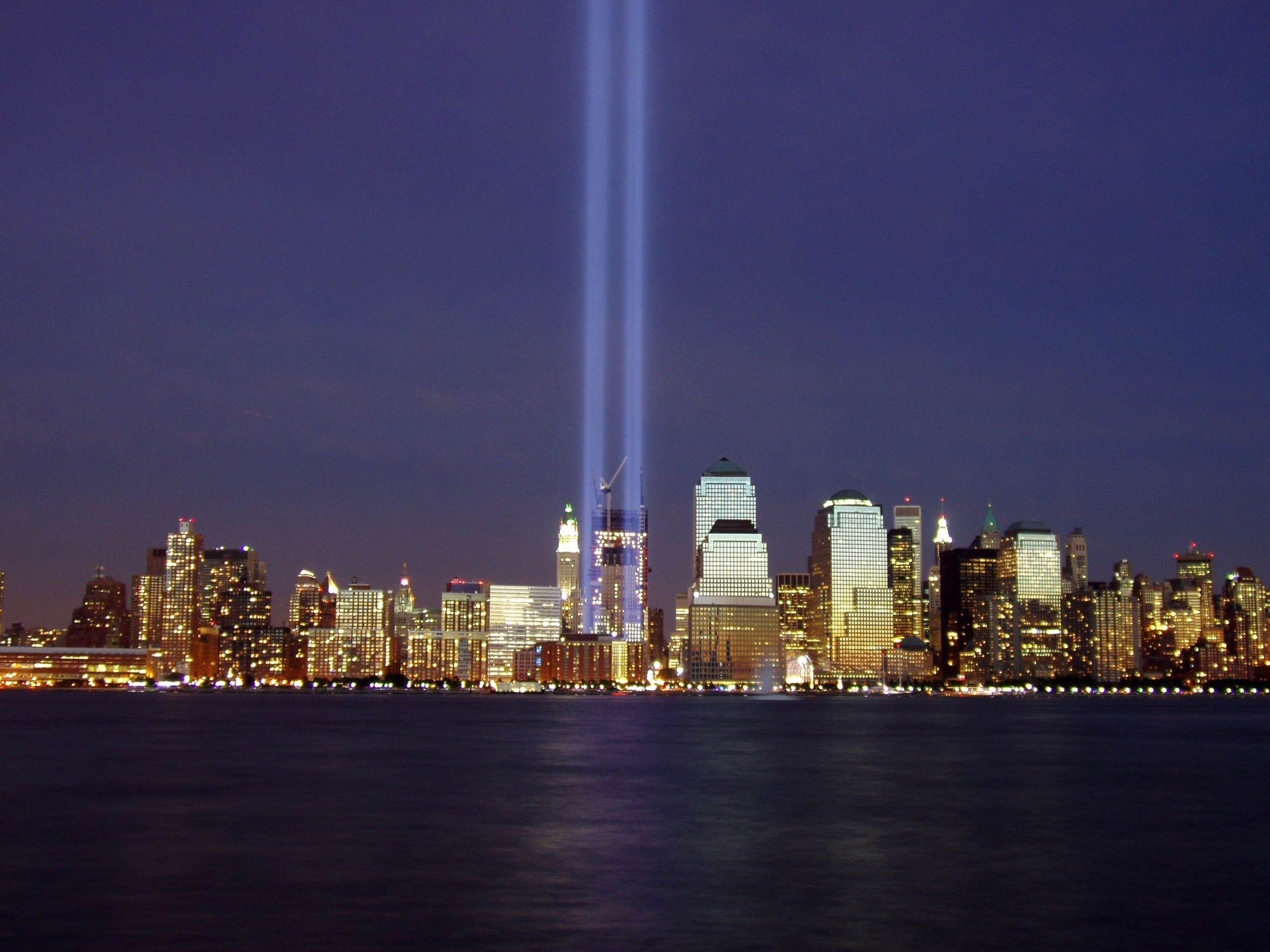
عمودين من الضوءِ يُمثلانِ البرجين التوأمين السابقين لمركزِ التجارة العالمي خلال الذكرى الرابعة لهجمات 11 سبتمبر 2001.

- نُشر تقرير لجنة 11/9.

## 2006

### سبتمبر

#### الإثنين 11 سبتمبر 2006
بين الساعة 8:30 صباحًا وحتى منتصف الليل في 11 أيلول/سبتمبر 2006؛ كان بإمكانِ مُشاهدي قناة سي إن إن مشاهدة لقطات للشبكة عن الهجمات كما حدثَ عندما تم بثها في يومِ الهجوم في تمامِ الساعة 8:49 صباحًا في برنامج صباح أمريكي (بالإنجليزية: American Morning)‏. تبثُّ إم إس إن بي سي هي الأخرى تغطية إن بي سي نيوز للهجوم من الساعةِ 8:52 إلى 12:00 بالتوقيت الشرقي وتُقرّر فعل ذلك سنويًا كل ما حلّت ذكرى الهجوم.

## 2008

### الأحد 20 أبريل 2008
- يزورُ البابا بندكت السادس عشر موقع مركز التجارة العالمي وذلكَ خلال زيارته للولايات المتحدة ليكوت بذلك أول بابا يزورُ الموقع منذ الهجمات.

### الخميس 11 سبتمبر 2008
- يُكرِّسُ جورج دبليو بوش النصب التذكاري للبنتاغون للجمهور وذلك بمناسبة الذكرى السابعة لهجمات 11 سبتمبر.

## 2011

### الإثنين 2 مايو 2011
- مقتل أسامة بن لادن مُؤسّس تنظيم القاعدة الذي يقفُ خلف هجمات 11 سبتمبر على أيدي قوات البحرية الأمريكية في أبوت آباد بباكستان. 
  - الرئيس الأمريكي باراك أوباما يُعلن في خطابٍ رسميّ للشعبِ الأمريكي مقتل أسامة بن لادن.